# Mel Harder
Pour les articles homonymes, voir Harder.
Mel Harder, né le 15 octobre 1909 et décédé le 20 octobre 2002, est un lanceur de la Ligue majeure de baseball qui évolue chez les Indians de Cleveland entre 1928 et 1947. Il devient ensuite instructeur des lanceurs. Quatre fois sélectionné au match des étoiles, il a vu son numéro 18 retiré par les Indians en 1990.

## Carrière
Né à Beemer dans le Nebraska, Mel Harder rejoint les Indians en 1928 comme lanceur de relève. Il est aligné comme lanceur partant à partir de 1930 et a l'honneur d'être sur le monticule à l'occasion du premier match disputé au Cleveland Municipal Stadium le 31 juillet 1932.
En vingt saisons sous l'uniforme des Indians, Harder accumule nombre de records de franchise. Nombre d'entre eux sont ensuite battus par Bob Feller, mais il tient toujours le record du nombre parties jouées par un lanceur chez les Indians : 582.
Il arrête sa carrière professionnelle en 1947, juste avant la saison 1948 qui voit le sacre de Cleveland en série mondiale. Il retrouve les Indians la saison suivante comme instructeur des lanceurs jusqu'en 1963. Il occupe ensuite ce même poste chez les New York Mets (1964), les Chicago Cubs (1965), les Cincinnati Reds (1966-1968) et les Kansas City Royals (1969).